# Бонвічино
Бонвічино (італ. Bonvicino, п'єм. Bonvzin) — муніципалітет в Італії, у регіоні П'ємонт,  провінція Кунео.
Бонвічино розташоване на відстані близько 470 км на північний захід від Рима, 70 км на південь від Турина, 40 км на схід від Кунео.
Населення — 94 особи (2014).
Покровитель — San Giacomo.

## Демографія
Населення за роками:

Станом на 1 січня 2023 року в муніципалітеті офіційно проживало 11 іноземців з 5 країн, серед них 2 громадяни країн Євросоюзу.

## Сусідні муніципалітети
- Бельведере-Ланге
- Боссоласко
- Дольяні
- Мураццано
- Сомано